# Dwór w Kopinie
Dwór w Kopinie – dwór wchodzący w skład zespołu dworskiego z lat 1936–1938, znajdujący się w miejscowości Kopina, w gminie Milanów, w województwie lubelskim. Obecnie obiekt opuszczony.
Zespół wpisany jest do rejestru zabytków (nr rej.: A/499 z 9.05.2005), a w jego skład wchodzi dwór drewniany, piwnica ziemna i park.

## Historia
Zespół dworski wraz z bogatym parkiem został wzniesiony przez Elżbietę Wielopolską i jej męża, Włodzimierza Czetwertyńskiego. Młode małżeństwo mieszkało tu zaledwie dwa lata, gdyż w 1940 r. dwór i podległe tereny zostały przejęte przez wojska niemieckie. W budynku utworzono szpital polowy, natomiast na pobliskich polach stacjonowało lotnisko polowe Luftwaffe. Rodzina najprawdopodobniej uciekła już wcześniej.
Cały zespół dworski został w 1944 r. ograbiony przez wojska radzieckie oraz miejscowych, spalono także barak znajdujący się w sąsiedztwie parku. Po wojnie majątek został znacjonalizowany. W PRL byłe budynki folwarku przerobiono na mieszkania socjalne, a w budynku do 1999 r. mieściła się szkoła podstawowa. Na terenie byłych ogrodów utworzono boisko. Po 1999 r. dwór został sprzedany osobie prywatnej. Przez krótki okres funkcjonowało tu gospodarstwo agroturystyczne, a obecnie posiadłość jest opuszczona i zaniedbana.

## Otoczenie dworku
Park został zaprojektowany przez małżonków. Znajdowało się tam wiele różnych odmian roślin, z których większość nie przetrwała wojny, zachował się za to ogród warzywny oraz część ozdobna. W roku 1982 występowało na terenie założenia 56 gatunków i odmian drzew i krzewów. Ten bogaty zestaw gatunkowy stanowił największy walor obiektu.
W piwnicy ziemnej przetrzymywano różne przetwory spożywcze, a w czasie wojny służyła za miejsce przetrzymywania zwłok żołnierzy. Obecnie piwnica jest zamurowana.
Sad otaczający południową część dworku podczas wojny został kompletnie zniszczony. Do dziś przetrwało jedynie kilka drzew owocowych.
Folwark gospodarczy nie zachował się do dziś.

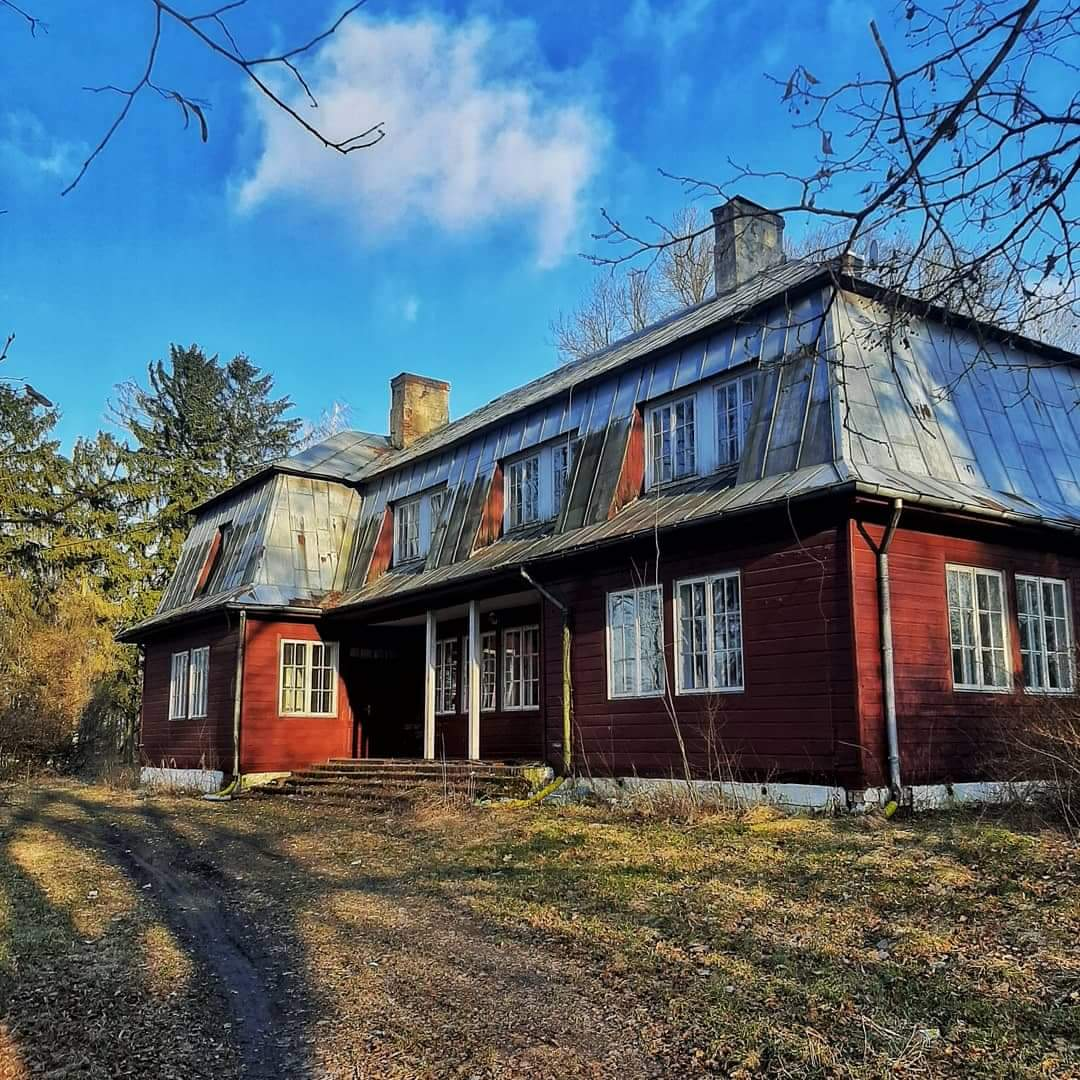
Stan na 2021 rok
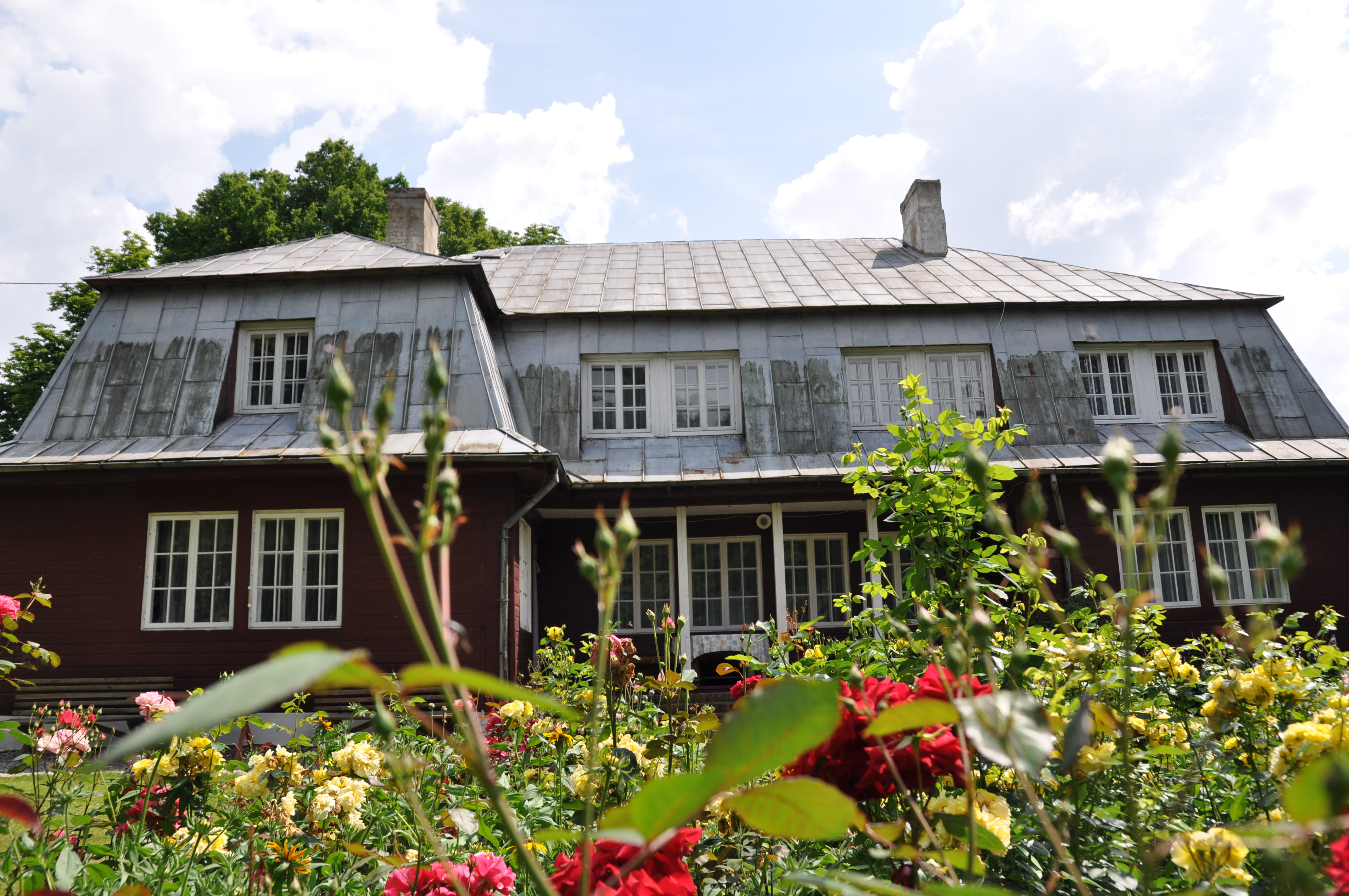
Dworek w Kopinie rok 2008
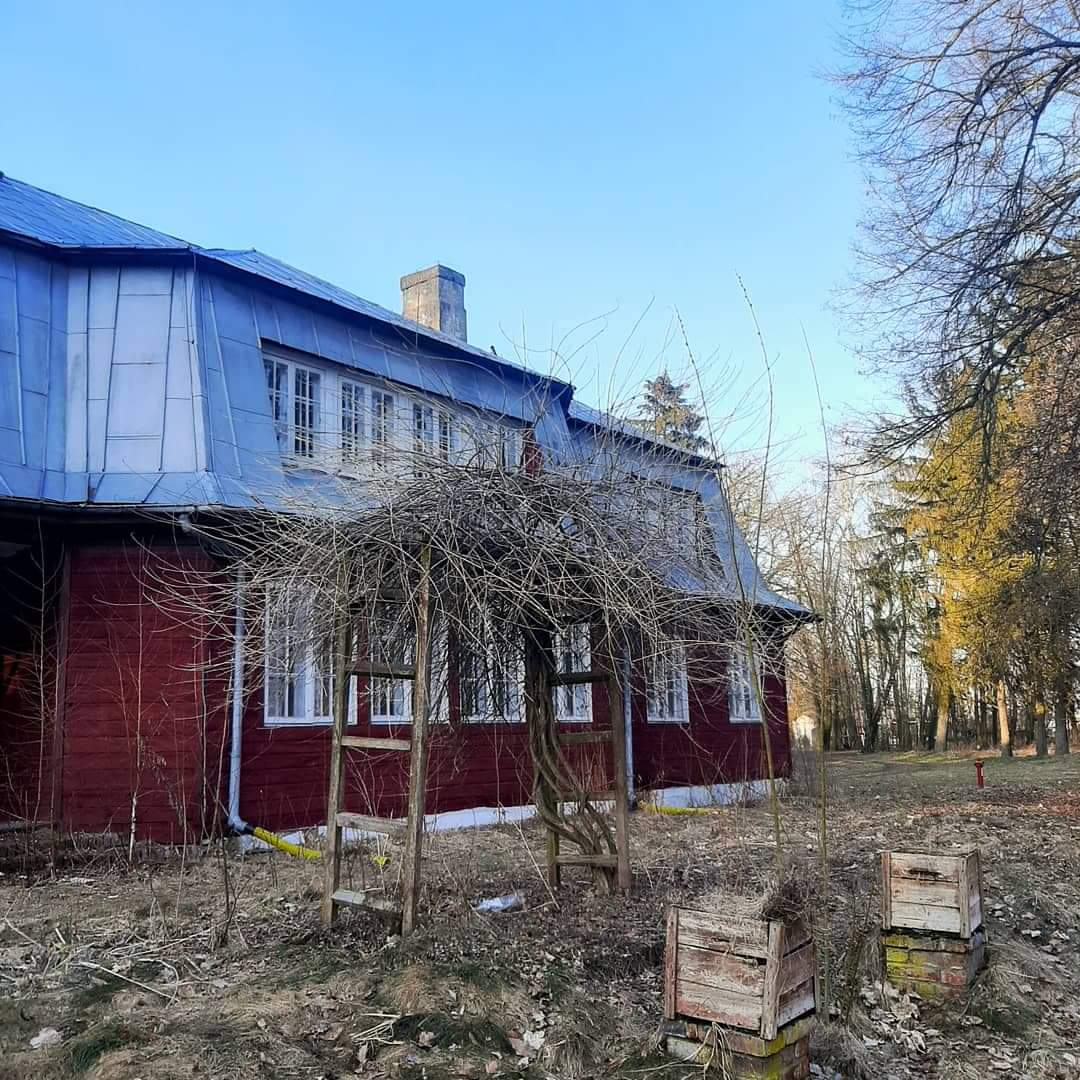
Rok 2021